# Bell XP-76
Bell XP-76 byl prototyp stíhacího letounu z období druhé světové války, projektovaný jako vylepšení úspěšného typu Bell P-39 Airacobra. Ten měl nedostatečné výkony ve velkých výškách, což mělo být vyřešeno montáží výkonnějšího motoru a nového křídla s laminárním profilem.

## Vznik a vývoj
Počátkem projektu XP-76 bylo objednání přestavby trojice P-39D na kapalinou chlazený dvanáctiválcový vidlicový motor Continental XIV-1430-1, vybavený turbodmychadlem. Upravené kusy byly nejprve označeny jako XP-39E. Měly křídlo s laminárním profilem a hranatými konci křídel, prodloužený trup pro uložení větší pohonné jednotky a upravený systém chlazení. Každý z prototypů měl jinak řešené ocasní plochy. Jelikož se vývoj pohonné jednotky opozdil, letouny provizorně poháněl čtyřdobý zážehový kapalinou chlazený přeplňovaný vidlicový dvanáctiválec Allison V-1710-47.
V roce 1942 se označení projektu změnilo z XP-39E na XP-76. Americké armádní letectvo nejprve objednalo stavbu 4000 kusů P-76, ale nakonec byla sériová výroba zrušena, aby se firma Bell mohla plně věnovat licenční stavbě bombardérů B-29 Superfortress. Některá konstrukční řešení z XP-76 byla poté využita u nástupce P-39, typu Bell P-63 Kingcobra.

## Specifikace

### Technické údaje
- Posádka: 1 (pilot)
- Rozpětí: 10,9 m
- Délka: 9,7 m
- Výška:
- Nosná plocha: 21,9 m²
- Hmotnost prázdného letounu: 3150 kg
- Max. vzletová hmotnost: 4050 kg
- Pohonná jednotka: 1× kapalinou chlazený vidlicový dvanáctiválec Continental XIV-1430-1
  - Výkon motoru: 2100 hp (1600 kW)

### Výkony
- Maximální rychlost: 620 km/h ve výšce 6600 m
- Stoupavost: 11 m/s

### Výzbroj
- 1× 37mm kanón Oldsmobile T9 (30 nábojů)
- 2× 12,7mm kulomet M2 Browning (200 nábojů na hlaveň)
- 4× 7,62mm kulomet (1000 nábojů na hlaveň)
- 1× 227kg puma pod trupem